# Antxon Maiz
Antxon Maiz Bergara, llamado Maiz II (Aranaz, Navarra, 24 de agosto de 1951) es un exjugador español de pelota vasca en la modalidad de mano.
Jugar con Maiz II era como jugar con un seguro en el frontón.[cita requerida] Era un zaguero con excelente colocación en la cancha[cita requerida] lo que le ahorraba esfuerzo físico y le permitía pelotear con comodidad en partidos duros. Sus dos manos eran de las más solventes en el panorama profesional[cita requerida] y podía llevar todo el peso del partido.[cita requerida] Además de estas cualidades en el plano deportivo, Antxon gozaba de la admiración de todos sus compañeros por su gran humanidad y talla  como persona.[cita requerida]
Es el pelotari que más veces ha ganado el Campeonato de parejas junto con Julián Retegi y Martínez de Irujo, con cinco txapelas en las ediciones de 1978, 1981, 1983, 1984 y 1993, siendo el que más finales seguidas ha disputado, un total de seis, dado que también logró los subcampeonatos en 1979 y 1982. Asimismo obtuvo el subcampeonato del Manomanista en 1980, y el título del Campeonato Manomanista de Segunda Categoría en 1976.

## Finales de mano parejas
| Año         | Campeones                  | Subcampeones                | Tanteo | Frontón |
| ----------- | -------------------------- | --------------------------- | ------ | ------- |
| 1978        | Pierola II - Maiz II       | Retegi I - Aldazabal II     | 22-14  | Anoeta  |
| 1979        | Bengoetxea III - Gorostiza | Pierola II - Maiz II        | 22-15  | Anoeta  |
| 1980-81     | García Ariño IV - Maiz II  | Vergara II - Martinikorena  | 22-13  | Anoeta  |
| 1981-82     | Beristain - Tolosa         | García Ariño IV - Maiz II   | 22-21  | Anoeta  |
| 1982-83     | Bengoetxea IV - Maiz II    | García Ariño IV - Gorostiza | 22-11  | Anoeta  |
| 1983-84     | Bengoetxea IV - Maiz II    | Oreja III - Aldeazabal II   | 22-18  | Anoeta  |
| 1992-93 (1) | Alustiza - Maiz II         | Titín III - Arretxe         | 22-20  | Ogueta  |

(1) En la edición de 1992-93 se disputaron dos torneos por la falta de acuerdos entre las dos empresas de pelota mano, Unidas-Reur y Asegarce.

## Final manomanista
| Año  | Campeón   | Subcampeón | Tanteo | Frontón |
| ---- | --------- | ---------- | ------ | ------- |
| 1980 | Retegi II | Maiz II    | 22-14  | Anoeta  |

## Final del manomanista de 2ª Categoría
| Año  | Campeón | Subcampeón | Tanteo | Frontón |
| ---- | ------- | ---------- | ------ | ------- |
| 1976 | Maiz II | Salbidea   | 22-14  | Anoeta  |

- Datos: Q6746356